# Russie (croiseur)
Pour les articles homonymes, voir Russie (homonymie).
Le Russie en russe : Rossiya - Россия), croiseur cuirassé de la Marine impériale de Russie puis de la Marine soviétique. Ce bâtiment de guerre fut gravement endommagé au cours de la bataille d'Ulsan le 14 août 1904, au cours du conflit qui opposa le Japon à la Russie, ce croiseur fut le navire amiral de Karl Petrovitch Jessen. Avant la Première Guerre mondiale, le Russie fut converti en mouilleur de mines (1906), il combattit en mer Baltique.

## Construction

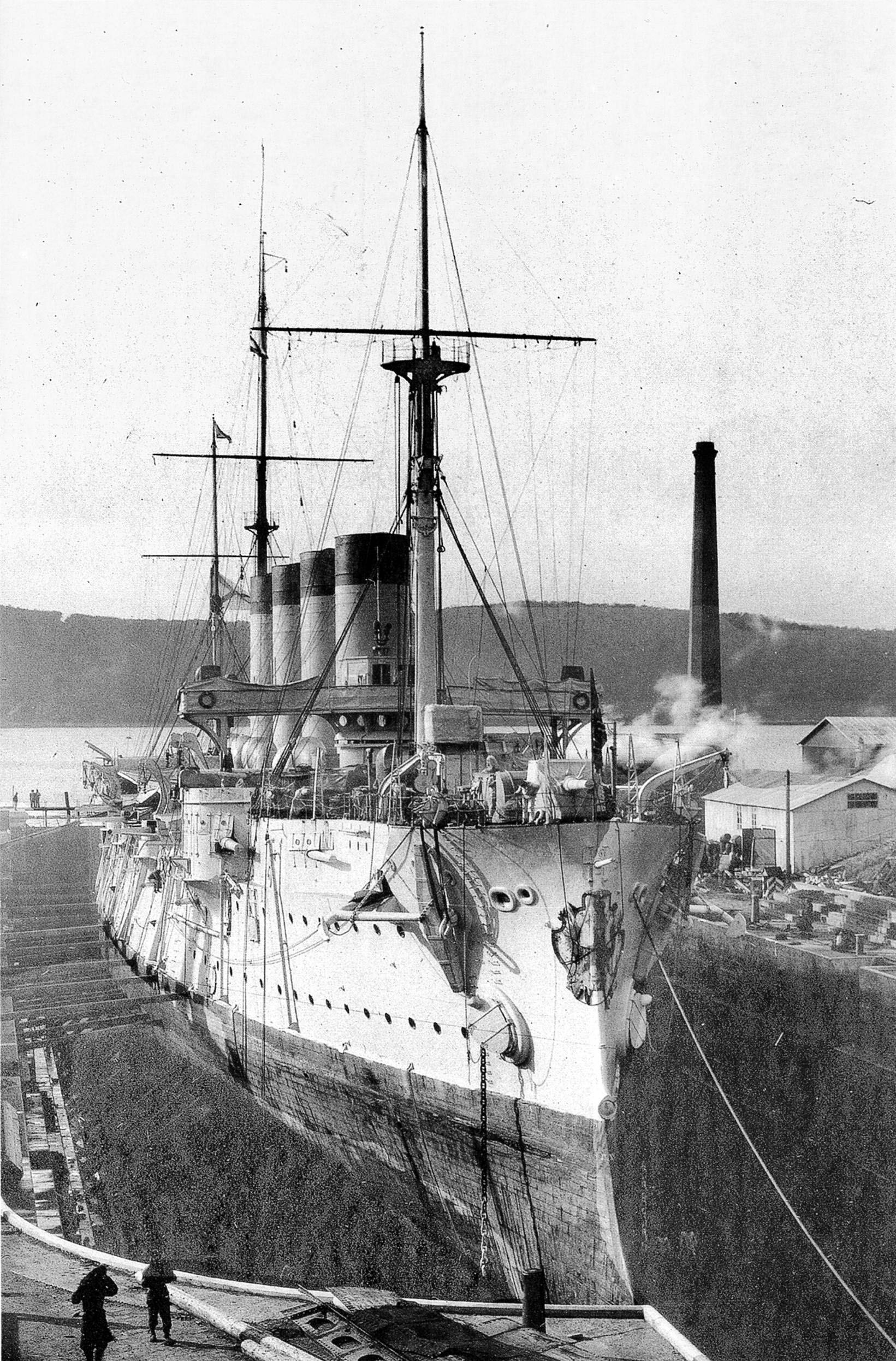
La construction du croiseur Russie

Le Russie fut construit selon les plans de l'ingénieur naval Nikolaï Titov. Ce fut une version améliorée du Riourik, la différence apportée lors de sa construction fut son autonomie et son rayon d'action, au détriment de la vitesse et de l'armement, il fut doté d'un blindage Harvey, de chaudières plus modernes, d'une seconde ceinture, d'une protection des casemates d'artillerie, les lourds gréements ne furent pas installés. 

## Carrière dans la Marine impériale de Russie
De la Baltique, le Russie fut transféré en Extrême-Orient et affecté dans la flotte du Pacifique, sous le commandement du capitaine de 1re classe Andreï Parfenovitch Andreïev (1855-1924) il devint le navire amiral du détachement de croiseurs de Vladivostok créé en 1903. Le croiseur prit son service en avril 1904, de cette période à avril 1905, il coula deux navires de transport japonais, six goélettes japonaises, un steamer anglais, le Commander Knight, le paquebot allemand Tee et quatre autres navires japonais.
Le 1er août 1904, avec le détachement de croiseurs de Vladivostok, le Russie prit part à la bataille d'Ulsan dans le détroit de Corée, il fut gravement endommagé (48 tués et 165 blessés). Au cours des réparations effectuées sur le navire, les 6 canons de 75 mm furent remplacés par 6 canons de 152 mm installés sur le pont supérieur.

### Service en Baltique

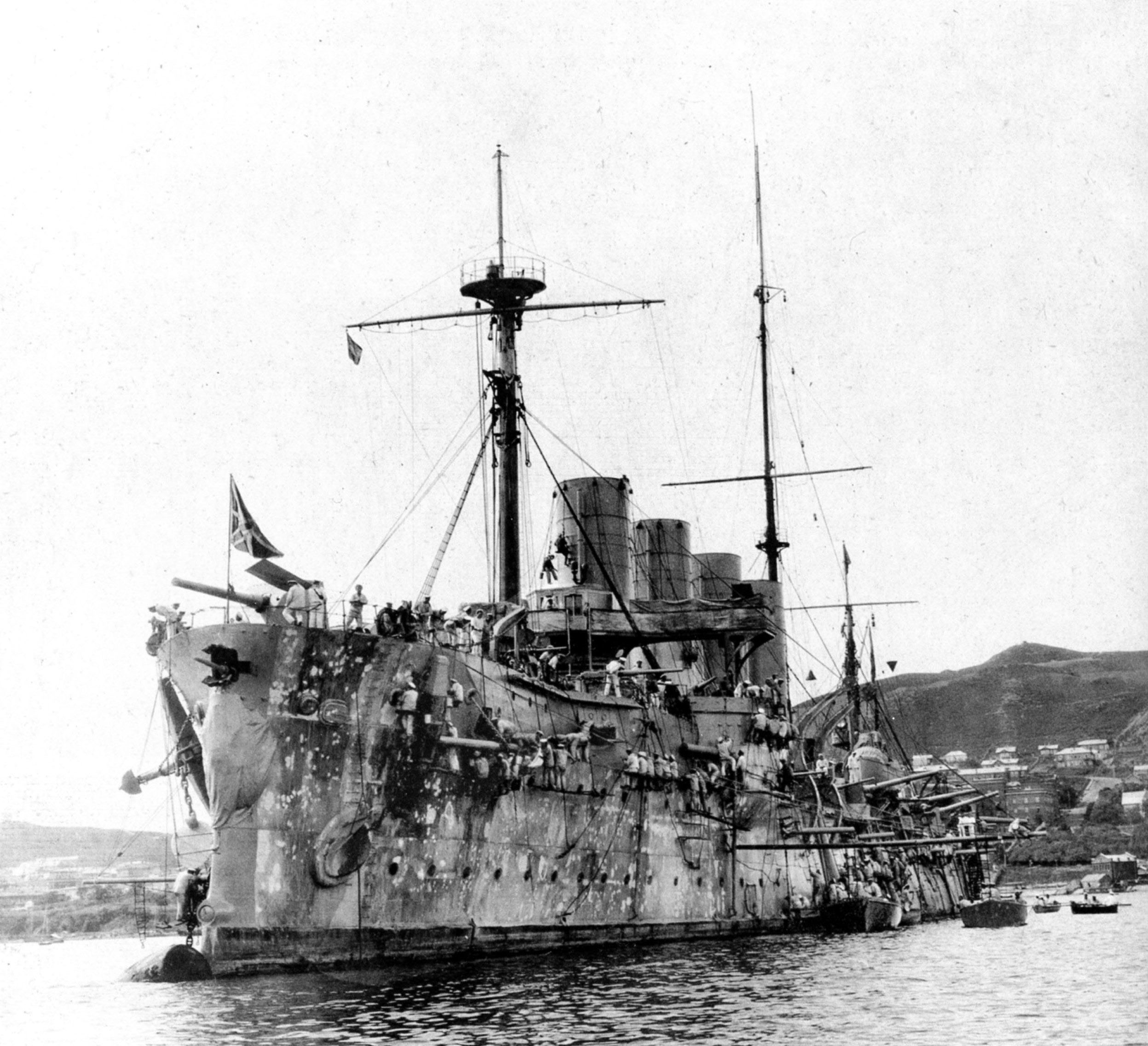
Le croiseur Russie ancré dans le port de Vladivostok, très endommagé après la bataille d'Ulsan

En 1905-1906, le Russie subit une révision dans le chantier naval balte de Kronstadt (la coque du navire, les machines et le matériel furent rénovés, les chaudières furent remplacées, le mât de misaine fut ôté).
En 1909, le Russie fut inscrit dans une brigade de réserve en mer Baltique.
En 1911, ce navire fut inscrit dans un détachement de croiseurs de réserve.
De septembre 1912 à mars 1913, il entreprit une expédition avec, à son bord, des élèves sous-officiers.
De septembre 1913 au 28 février 1914, le Russie effectua une nouvelle expédition dans l'Atlantique avec, à son bord, des élèves sous-officiers.
En 1914, le Russie devint le navire amiral de la 2e brigade de croiseurs de la mer Baltique.
En septembre 1914, ce bâtiment de guerre prit part à différentes opérations militaires. En janvier 1915, il participa à une mise en place intensive de mines.
Entre 1915 et 1916, le Russie fut doté de 6 canons de 203 mm, de 14 canons de 152 mm, 2 canons de 47 mm, et de trois mitrailleuses.
Le 25 octobre 1917, le Russie fut intégré dans la flotte de la Baltique de la Marine soviétique. Du 22 décembre au 25 décembre 1918, le Russie participa à la Croisière de glace de la flotte de la Baltique, il quitta Kronstadt pour le port d'Helsinki.
En mai 1918, le croiseur fut ancré dans le port militaire de Kronstadt.
En 1919, certains canons de 152 mm furent ôtés du navire et installés dans le port de Riga pour la défense de la Lettonie soviétique.
Le 1er juillet 1922, le Russie fut vendu à la société germano-soviétique Derumetall et le 3 octobre 1922 il fut livré pour démantelage.
À la fin de 1922 au cours de son remorquage, le Russie fus prit dans une violente tempête près de Tallinn, la société de sauvetage des Forces navales de la mer Baltique entreprit son renflouage, il fut démantelé à Kiel en 1922.

## Liens internes

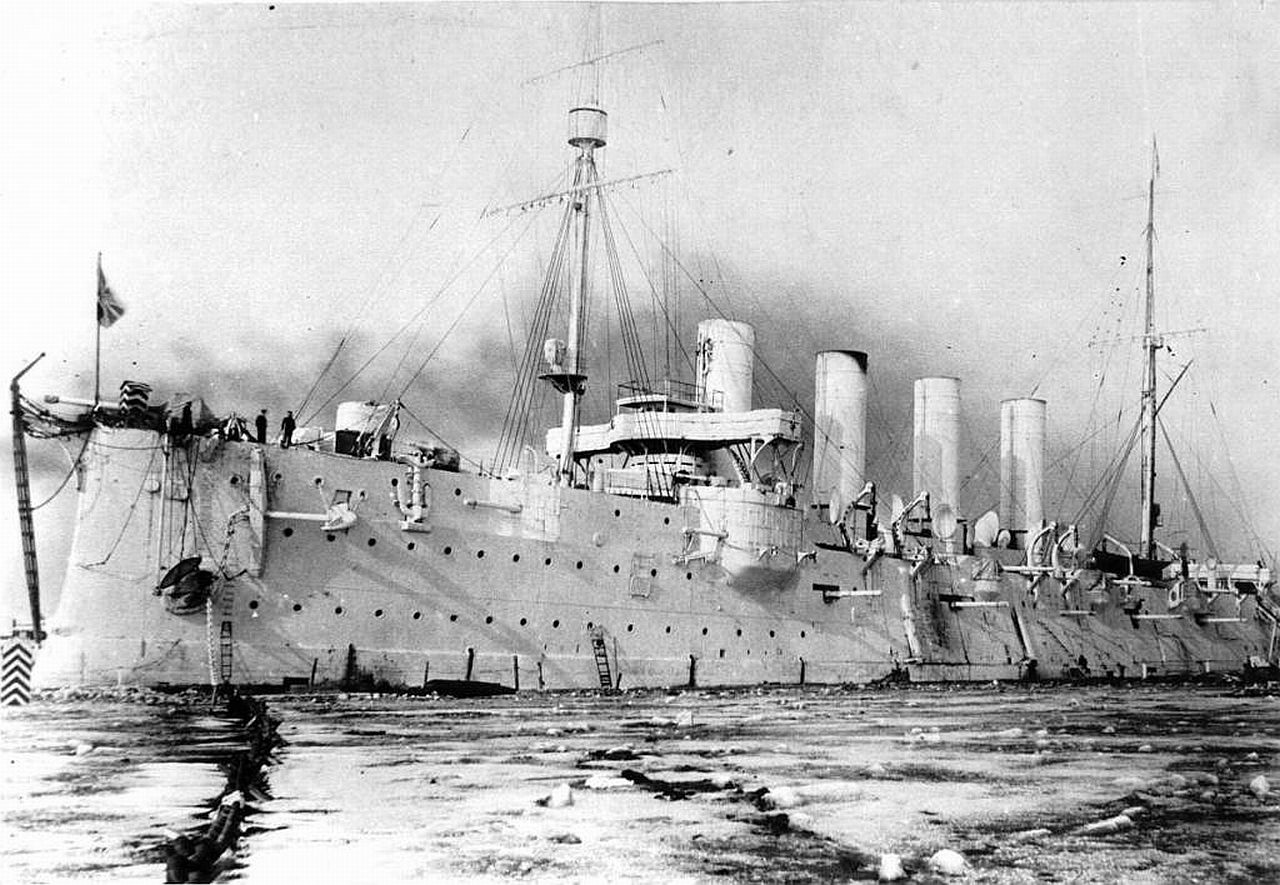
Le croiseur à Helsinki.

## Sources
- (ru) Cet article est partiellement ou en totalité issu de l’article de Wikipédia en russe intitulé « Россия (крейсер) » (voir la liste des auteurs).